# Ernest Chaplet
Ernest Chaplet (Sèvres, 8 luglio 1835 – Choisy-le-Roi, 20 giugno 1909) è stato un designer, scultore e ceramista francese.
Fu una figura chiave nel movimento artistico e le sue opere sono conservate in collezioni pubbliche internazionali come il Musée d'Orsay a Parigi.

## Biografia
Dopo aver lavorato nell'industria per oltre 30 anni, aprì un atelier con lo scultore Albert-Louis Dammouse nel 1882, producendo gres spesso influenzato da disegni giapponesi e prototipi cinesi. Dal 1875 lavorò con Félix Bracquemond. Successivamente divenne capo dei laboratori parigini di Charles Haviland di Haviland &amp; Co. nel 1882, lavorando per loro in gres e porcellana. Lavorò sulla ceramica con Paul Gauguin dal 1886; insieme realizzarono circa 55 vasi in grès con figure applicate o frammenti ornamentali, anse multiple, dipinte e parzialmente invetriate. In seguito lavorò con Jules Dalou e Auguste Rodin.
Dal 1887 prese residenza permanente a Choisy-le-Roi, collaborando spesso con la manifattura di ceramiche di Alexandre Bigot. Ottenne il plauso all'Esposizione universale del 1900, ma perse la vista nel 1904, dopo di che suo figlio Emile Lenoble rilevò il suo studio. Si suicidò nel 1909.

## Galleria d'immagini

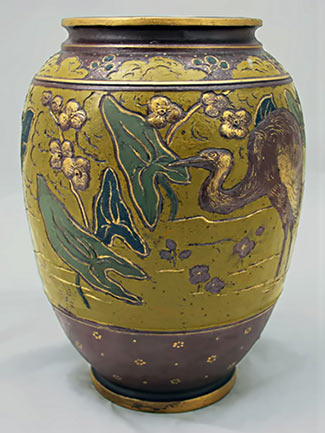
Vaso ibis
Cachepot
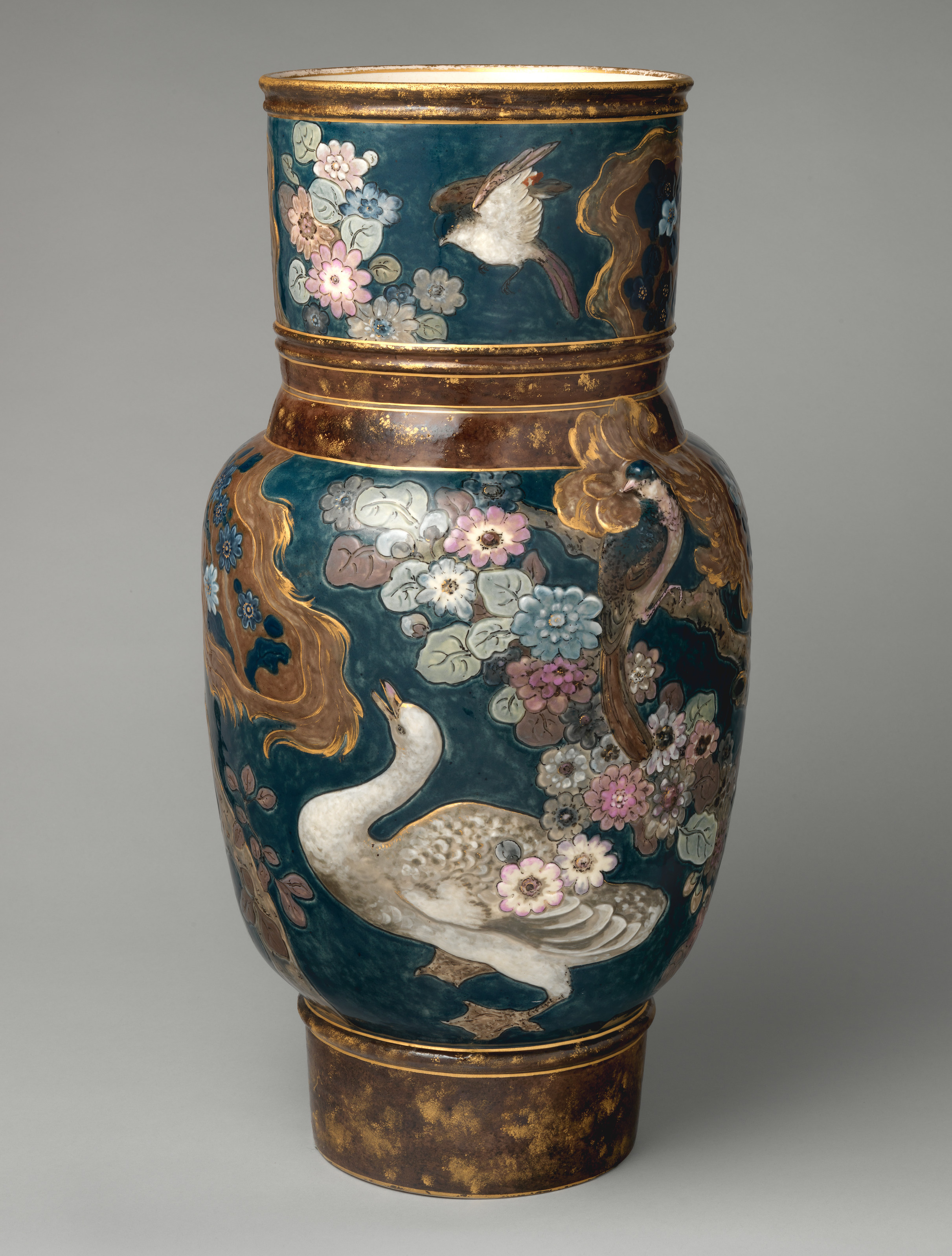
Vaso in porcellana con cigno, Haviland & Co., 1880
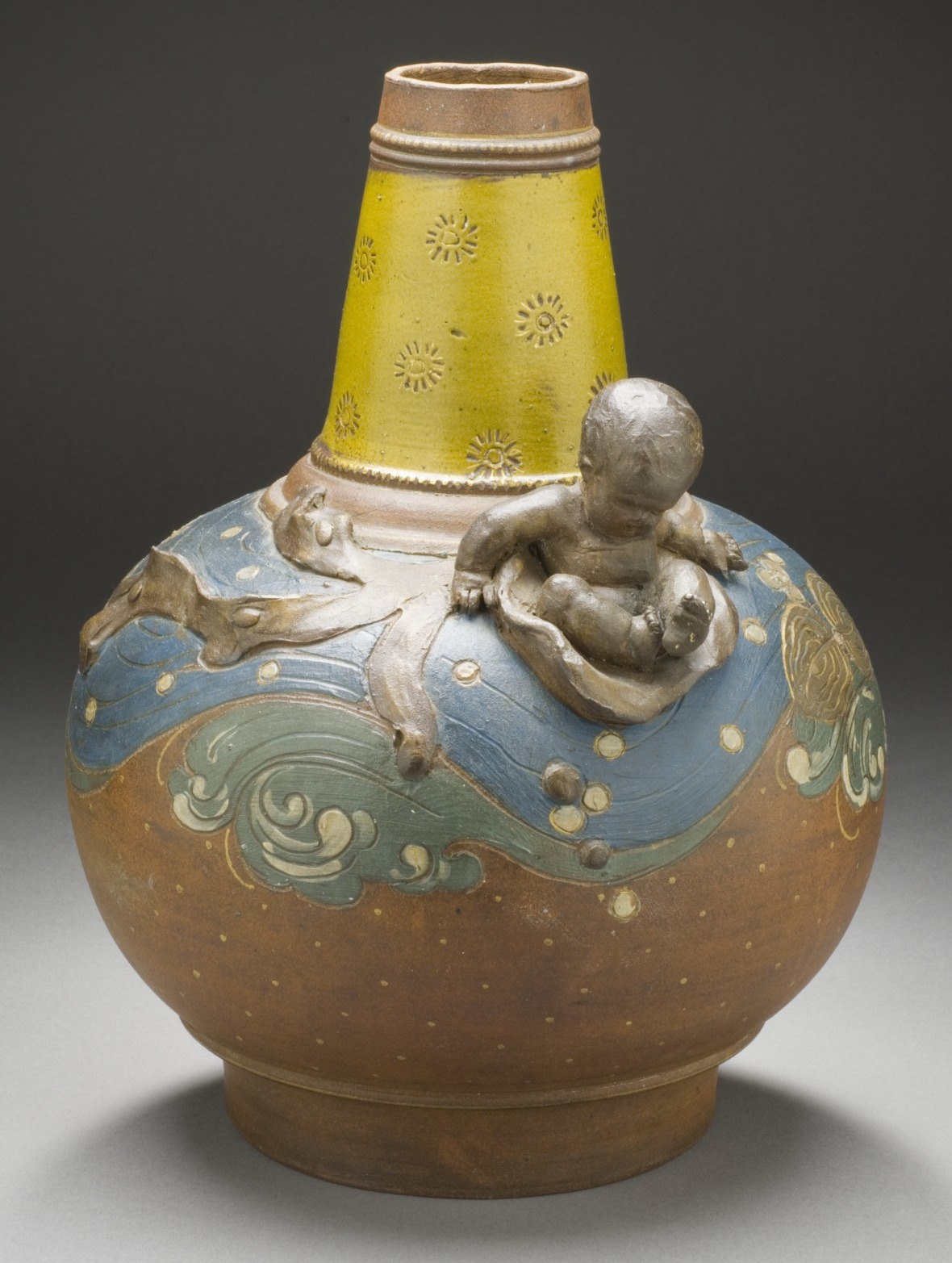
Vaso in gres, 1880
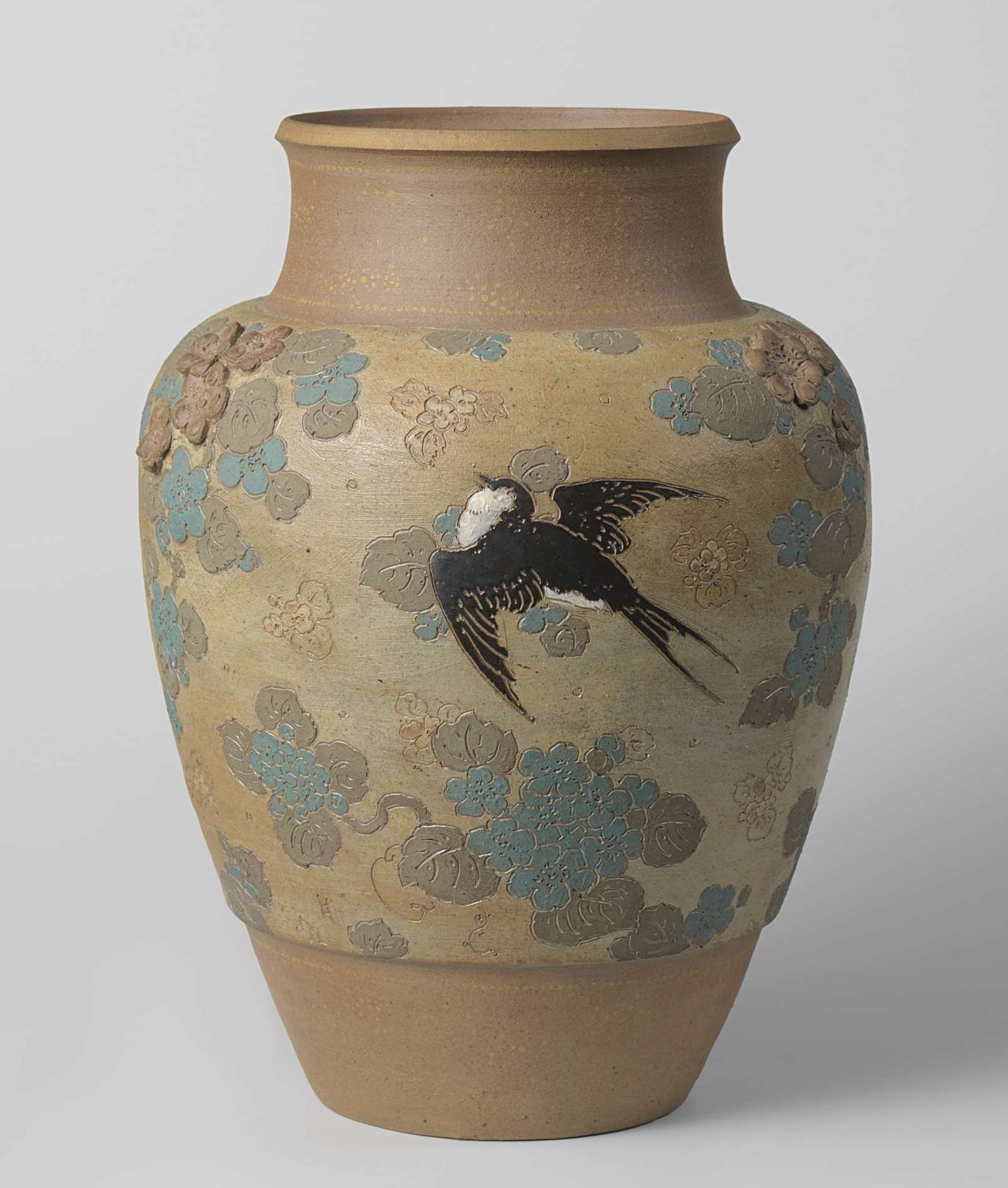
Vaso in grès con rondine, metà anni '80
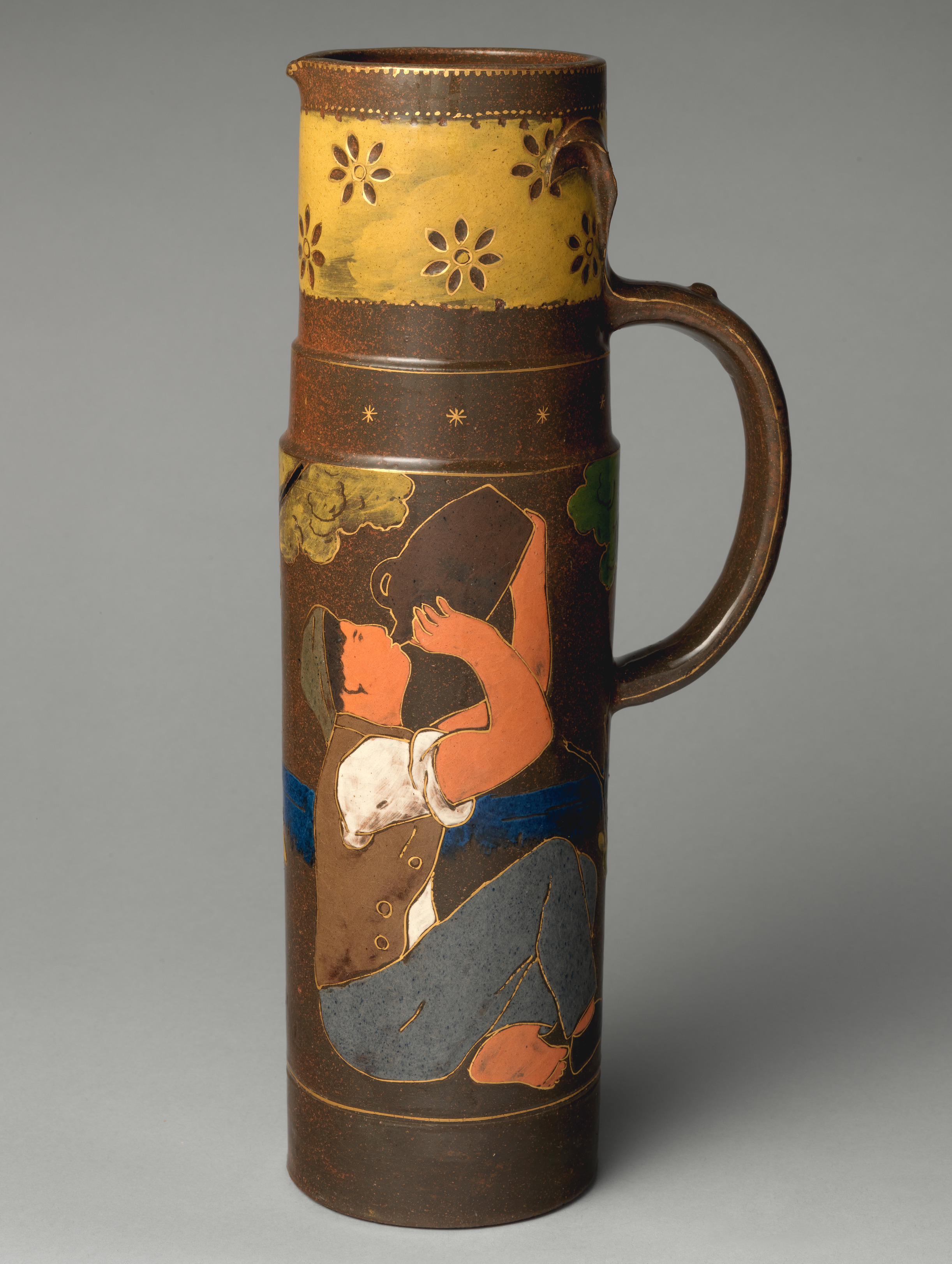
Boccale in gres con uomo che beve dalla brocca, Haviland & Co., metà degli anni 1880